# Andreas Schmidt (politikus)
Andreas Schmidt (Monora, 1912. május 24. – Vorkutlag, 1948. április) erdélyi szász politikus, a Schutzstaffel tagja, 1940. novembertől a  Romániai Német Néppárt vezetője. Alapvetően ő felelt a romániai német szervezeteknek a nemzetiszocialista ideológiába való betagozódásáért (Gleichschaltung) valamint a német származású férfiaknak a Waffen-SS egységeibe való toborzásáért.

## Élete

### Tanulmányai
Középiskolai tanulmányait a medgyesi Stephan Ludwig Roth Gimnáziumban és a balázsfalvi román líceumban végezte, ahol 1930-ban érettségizett. Négy szemeszteren át jogot tanult a kolozsvári egyetemen, de tanulmányait nem fejezte be. 1935-ben Richard Langer agronómus nemzetiszocialista kapcsolatai révén Schmidt Berlinbe került, ahol agrártudományi tanulmányokba kezdett, de ezeket 1937-ben a politikai pályafutás kedvéért abbahagyta.

### Politikai pályafutása
1937–1938 telén Nagyszebenben a német NSDAP által támogatott Romániai Német Néppárt helyi szervezetében dolgozott. Egy berlini kitérő után 1939 decemberében visszatért Nagyszebenbe, ahol a romániai német kisebbség tömegszervezetének, a Nemzeti Munkafrontnak vezetőjévé nevezték ki. 1940. tavaszán a Bánságban sikeresen beszervezett ezer SS-önkéntest. 1940. áprilisban két bánsági Volksgruppe szervezet konfliktusában a radikális frakciót támogatta. 1940. szeptember 27-én a Volksdeutschen Mittelstelle a romániai Deutsche Volksgruppe vezetőjévé nevezte ki; elődje, Wolfram Bruckner nem volt hajlandó a berlini központ által megkövetelt ideológiai egységesítést végrehajtani.
Hamarosan megmutatkozott, hogy Schmidt tisztán karrierista, aki végrehajtja a Német Birodalomban lakozó feletteseinek  minden utasítását végrehajtja, még akkor is, ha ez hátrányos honfitársai számára. 1941. januárban, amikor a Vasgárda fellázadt Ion Antonescu diktátor ellen, Schmidt tovább növelte ismertségét, és úgy lépett fel Berlinben, mint a legfontosabb romániai tárgyalópartner. A fasiszta Antonescu-rezsimmel való együttműködés ellenére utóbb egy erős Magyarország mellett állt ki, amely a délkelet-európai németek vezetésével ellenőrzése alatt tarthatná a régiót. Belső iratokban a romániai hatalmi harcokat faji alapúnak tüntette fel. Az ilyen irányú terveknek azonban gátat vetett az 1941-ben kitört német-szovjet háború, amelynek során Hitler Antonescu segítségére szorult. Andreas Schmidt ismét fontossá vált, amikor a romániai németek körében népszerűsítette az SS-be való újabb toborzást. 1943. május 12-én, amikor a keleti fronton a német csapatok újra visszavonulóban voltak, Hitler és Antonescu között végül megállapodás született. Az addig a román hadseregben szolgáló romániai német katonák rövid időre szabadságot kaptak, hogy önkéntesnek jelentkezhessenek a német csapatokhoz; ezt a helyi német Volksguppe-szervezetek propagandával támogatták. Végül a romániai német katonák mintegy 80%-a, azaz körülbelül ötvenezer fő élt ezzel a lehetőséggel.
Idővel Schmidt fontos támogatókat vesztett a Német Birodalomban Antonescu ismételt bírálata és saját autokratikus vezetési stílusa miatt. Az SD még azzal is megvádolta, hogy minden bajtársiasságot tönkretett, és bizánci intrikákat vetett be. 1944 nyarán a Vörös Hadsereg előrenyomult a Kárpátok térségébe, Antonescut 1944. augusztus 23-án megbuktatták, közvetlenül ezután I. Mihály király hadat üzent a Német Birodalomnak. Ebben a helyzetben Andreas Schmidt megpróbált fegyveres ellenállást szervezni, de ezt a szovjet hadsereg gyors előrenyomulása megakadályozta. A Regulus hadművelet részeként Schmidtet 1945. február 9-én Constantin Stoicănescu légióssal együtt lelőtték egy nagyváradról induló repülés során, elfogták és a Szovjetunióba vitték. 1946-ban a kolozsvári népbíróság távollétében húsz év kényszermunkára ítélte. Schmidt 1948. áprilisban hunyt el a vorkutai munkatáborban, Paul Milata történész szerint néhány fogoly ölte meg a tábor vezetőségének utasítására.

## Családja
Parasztcsaládban született, apja  Georg  Schmidt  (1882–?),  anyja  Maria  Simonis  (1890–1938) volt. 
1941-ben házasodott össze Christa Bergerrel, Gottlob Berger SS-Brigadeführer, az SS-Főhivatal (SS-Hauptamt) (VIII.) Kiegészítő Hivatalának (Ergängzungsamt) vezetője lányával; házasságukból egy kislány született. Miután első felesége 1942. november 11-én elhunyt, 1944. augusztusban Brassó alpolgármesterének lányát, Adele Kaufmest vette feleségül.

## Fordítás
Ez a szócikk részben vagy egészben  az   Andreas Schmidt (Volksgruppenführer) című német Wikipédia-szócikk ezen változatának fordításán alapul.  Az eredeti cikk szerkesztőit annak laptörténete sorolja fel. Ez a jelzés csupán a megfogalmazás eredetét és a szerzői jogokat jelzi, nem szolgál a cikkben szereplő információk forrásmegjelöléseként.